# Gestronella centrolineata
Gestronella centrolineata es una especie de insecto coleóptero de la familia Chrysomelidae.
Fue descrita científicamente en 1890 por León Fairmaire.